# Helichus fastigiatus
Helichus fastigiatus is een keversoort uit de familie ruighaarkevers (Dryopidae). De wetenschappelijke naam van de soort werd in 1824 gepubliceerd door Thomas Say.